# Hywel Williams (Leichtathlet)
Hywel Williams (* 15. November 1929) ist ein ehemaliger britischer Diskuswerfer, Kugelstoßer und Zehnkämpfer.
Bei den British Empire and Commonwealth Games wurde er für Wales startend 1954 in Vancouver Fünfter im Diskuswurf und Elfter im Kugelstoßen, 1958 in Cardiff Siebter im Diskuswurf und Zwölfter im Kugelstoßen.
1957 wurde er Englischer Meister im Zehnkampf.

## Persönliche Bestleistungen
- Kugelstoßen: 14,20 m, 1958
- Diskuswurf: 47,50 m, 1955
- Zehnkampf: 6048 Punkte, 1959